# Wido Bourel

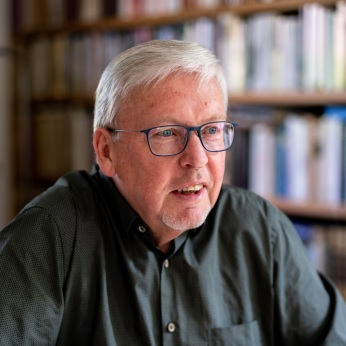
Wido Bourel

Wido Bourel  (Hazebroek, 16 februari 1955) is een Frans-Vlaams publicist.
Hij is de auteur van talrijke artikelen over Frans-Vlaanderen, de zuidelijkste Nederlanden, en hun verhouding tot Frankrijk, Benelux en Europa. Zijn meest voorkomende onderwerpen zijn historisch, ecologisch en volkskundig: interessante historische plekken en bedreigde landschappen, merkwaardige feiten en gewoonten, vermaarde en vergeten mensen in Frans-Vlaanderen en elders.
Tot 1974 leefde hij in Kaaster (Frans-Vlaanderen). De familie Bourel is sinds eeuwen in Frans-Vlaanderen gevestigd. Na het middelbaar onderwijs aan de Lycée des Flandres in Hazebroek, bekwaamde hij zich door zelfstudie in de Nederlandse taal en geschiedenis. Hiervoor trok hij eerst naar Nederland (Groningen) en vervolgens naar Vlaanderen. Daar vestigde hij zich in 1975 eerst in Antwerpen, later in de Kempen. Hij is getrouwd en heeft drie kinderen.
Hij was medeoprichter van de rebelse Frans-Vlaamse vereniging De Hekkerschreeuwen, die ecologisch engagement verbond met taalverdediging en volkscultuur. Daarna werd hij secretaris van de Michiel de Swaenkring, en medeoprichter van de tijdschriften Tijl en van De Lage Landen.
Hij was een tijd correspondent voor Frans-Vlaanderen voor diverse media in Vlaanderen (o.m voor de BRT West-Vlaanderen en Gazet van Antwerpen). Tegelijk publiceerde hij onder diverse pseudoniemen over Frans-Vlaanderen, de relatie Vlaanderen-Frankrijk, de Nederlandse taal- en cultuurpolitiek, de geschiedenis van de XVII Provinciën, de Europese minderheden, en de Franse Revolutie.
Hij is sinds 2022 ondervoorzitter van de Andries Stevenkring (Kassel, Frans-Vlaanderen).
In hoofdberoep oefende hij verscheidene commerciële kader- en directiefuncties uit in België en Nederland.

## Publicaties
Onder eigen naam:
- 2009, Wintertijd in Frans-Vlaanderen.
- 2010, Een erfenis zonder testament. Hoe en waarom ik Nederlands leerde.
- 2011, Hier, en aan de overkant. Anekdotische aantekeningen over Frans-Vlaanderen en de Nederlanden.
- 2012, Cyriel Moeyaert. In de taaltuin van mijn vaderen.
- 2012, Perspectief 2013. Een kroniek over bekende en minder bekende mensen, feiten en data uit onze geschiedenis.
- 2013, Broekers in Waterland. Vlamingen in de moerassen van Sint-Omaars.
- 2014, De saga van Lodewijk. Over Lodewijk de Baecker, voorvechter van de Nederlandse Gedachte in Frankrijk.
- 2015, Cyriel Moeyaert. In de taaltuin van mijn vaderen. (Tweede editie).
- 2016, Kinderen van de Beeldenstorm. Tien bekende, beruchte of vergeten Zuid-Nederlanders in de geuzentijd.
- 2017, OLLA VOGALA. L’histoire de la langue des Flamands, en France et ailleurs. Het verhaal van de taal van de Vlamingen, in Frankrijk en elders.
- 2017, Hier, en aan de overkant. Anekdotische aantekeningen over Frans-Vlaanderen en de Nederlanden. Deel 2
- 2018, De symboliek van het jaar
- 2018, Het meten van de tijd. Symbolen en tradities. Tweetalige uitgave Nederlands-Frans.
- 2019, OLLA VOGALA. Het verhaal van de taal van de Vlamingen, in Frankrijk en elders. L’histoire de la langue des Flamands, en France et ailleurs. Tweetalige uitgave Nederlands-Frans. Tweede, herziene druk.
- 2020, Nicolas Bourgeois en Frans-Vlaanderen. Confidenties in het Olmkasteel
- 2021, Drie heidense gezusters, (beperkte oplage, niet in de handel gebracht)
- 2022, Flandre. Des questions qui dérangent, Franstalige uitgave.
- 2023, Frans en toch Vlaams. Het verhaal van Frans-Vlaanderen.
- In voorbereiding (2024), Drie Maagdekens. De heidense oorsprong van de kapel van Kaaster.

## Eerbetoon
Wido Bourel werd onderscheiden  met:
- de Dr. Ferdinand Snellaertprijs van de Vereniging van Vlaams-Nationale auteurs (2010)
- het lidmaatschap van de Maatschappij der Nederlandse Letterkunde in Leiden (2015)